# Il magnate greco
Il magnate greco (The Greek Tycoon) è un film del 1978 diretto da J. Lee Thompson.
Il film prende spunto dalla storia vera della relazione tra Jacqueline Kennedy e Aristotele Onassis.

## Trama
Il ricco armatore greco Theo Tomasis, nonostante le sue umili origini, arriva a possedere compagnie aeree e società petrolifere. Un giorno, sulla sua isola, arrivano il futuro presidente degli Stati Uniti d'America, James Cassidy e la sua incantevole moglie Liz.
Theo si sente subito attratto dalla donna e nonostante sia sposata inizia a corteggiarla a bordo del suo yacht, mentre il marito conversa con l'ex primo ministro britannico.
Gli eventi successivi portano all'elezione di Cassidy alla Casa Bianca e al suo assassinio. Non solo: il figlio di Tomasis, Nico, muore in un incidente e la moglie Simi si toglie la vita.
Theo e Liz si ritrovano e iniziano una intensa storia d'amore.